# Lista över byggnadsminnen i Östergötlands län
Förteckning över byggnadsminnen i Östergötlands län. Ansvaret för arbetet med byggnadsminne ligger hos länsstyrelsen i Östergötlands län, vilka har i uppdrag att presentera och bevara länets kulturmiljö.

## Boxholms kommun
| Namn                                     | Ursprunglig funktion           | Byggår     | Arkitekt | Plats              | Läge               | Anläggnings-ID | Bild                               |
| ---------------------------------------- | ------------------------------ | ---------- | -------- | ------------------ | ------------------ | -------------- | ---------------------------------- |
| Liljeholmens herrgård (Liljeholmen 1:5)  | Herrgård (3 byggnader)         | 1650-talet |          | Blåviks socken     | 58.03711, 15.06331 |                | Ladda upp en bild av denna byggnad |
| Stjärnesands gård (Stjärnesand 1:2)      | Säteri, herrgård (2 byggnader) | 1600-talet |          | Malexanders socken | 58.07341, 15.20334 |                | Ladda upp en bild av denna byggnad |
| Björnön (Ramfall 1:12; f.d. Ugglebo 1:1) | Bondgård (3 byggnader)         | 1772       |          | Malexanders socken | 58.06727, 15.25253 |                | Ladda upp en bild av denna byggnad |

## Finspångs kommun
| Namn                                             | Ursprunglig funktion              | Byggår                    | Arkitekt | Plats    | Läge               | Anläggnings-ID | Bild                                                                      |
| ------------------------------------------------ | --------------------------------- | ------------------------- | -------- | -------- | ------------------ | -------------- | ------------------------------------------------------------------------- |
| Finspångs slott (Norrmalm 1:4, Östermalm 1:6)    | Slott (8 byggnader)               | 1685                      |          | Finspång | 58.70943, 15.77301 |                | Se fler bilder av denna byggnad · Ladda upp en till bild av denna byggnad |
| Häfla hammarsmedja (Hävla 3:2)                   | Bruk (15 byggnader)               | 1762 (äldsta byggnaderna) |          | Hävla    | 58.90018, 15.82478 |                | Se fler bilder av denna byggnad · Ladda upp en till bild av denna byggnad |
| Renströmska skolan (Regna 3:12)                  | Skola (1 byggnad)                 | 1825                      |          | Regna    | 58.89267, 15.69415 |                | Se fler bilder av denna byggnad · Ladda upp en till bild av denna byggnad |
| Risinge gamla prästgård (Risinge 1:48; f.d. 1:7) | Boställe, prästgård (3 byggnader) | 1859                      |          | Risinge  | 58.67530, 15.84263 |                | Ladda upp en bild av denna byggnad                                        |
| Selesjö herrgård (Selesjö 1:6)                   | Herrgård (5 byggnader)            | 1782                      |          | Skedevi  | 58.87095, 15.96567 |                | Ladda upp en bild av denna byggnad                                        |
| Sonstorps herrgård (Sonstorp 3:1)                | Herrgård (5 byggnader)            | 1792                      |          | Sonstorp | 58.74154, 15.62548 |                | Se fler bilder av denna byggnad · Ladda upp en till bild av denna byggnad |
| Lugnet (Östermalm 1:8)                           | Erimitage (2 byggnader)           | 1822                      |          | Finspång | 58.70435, 15.78579 |                | Ladda upp en till bild av denna byggnad                                   |

## Kinda kommun
| Namn                             | Ursprunglig funktion                  | Byggår | Arkitekt         | Plats        | Läge               | Anläggnings-ID | Bild                                                                      |
| -------------------------------- | ------------------------------------- | ------ | ---------------- | ------------ | ------------------ | -------------- | ------------------------------------------------------------------------- |
| Kölefors vaddfabrik (Torp 1:9)   | Spinneri (4 byggnader)                | 1873   |                  | Västra Eneby | 58.03616, 15.66021 |                | Se fler bilder av denna byggnad · Ladda upp en till bild av denna byggnad |
| Ramshults loftbod (Ramshult 1:1) | Bondgård (2 byggnader)                | 1747   |                  | Tidersrum    | 57.91610, 15.64531 |                | Ladda upp en bild av denna byggnad                                        |
| Lokstallet (Kisa 11:3)           | Kommunikation, lokstall (5 byggnader) | 1901   | Johan Lagerström | Kisa         | 57.98275, 15.63390 |                | Se fler bilder av denna byggnad · Ladda upp en till bild av denna byggnad |

## Linköpings kommun
| Namn                                                                                 | Ursprunglig funktion                                        | Byggår                                                      | Arkitekt | Plats                 | Läge               | Anläggnings-ID | Bild                                    |
| ------------------------------------------------------------------------------------ | ----------------------------------------------------------- | ----------------------------------------------------------- | -------- | --------------------- | ------------------ | -------------- | --------------------------------------- |
| Kv Abboten 1 (Abboten 1) Hemslöjdshuset                                              | Borgargård, handelsgård (3 byggnader)                       | 1700-talets början till 1865                                |          | Linköping             | 58.41044, 15.61853 |                | Ladda upp en till bild av denna byggnad |
| Biskopsgården (Aposteln 2)                                                           | Biskopsgård (4 byggnader)                                   | 1735                                                        |          | Linköping             | 58.41191, 15.61684 |                | Ladda upp en till bild av denna byggnad |
| Askeby gästgivaregård (Linköping Askeby Östergård 1:1)                               | Gästgivargård (1 byggnad)                                   | 1700-talets senare del                                      |          | Askeby                | 58.40905, 15.85356 |                | Ladda upp en till bild av denna byggnad |
| Brokinds herrgård (Brokind 1:44)                                                     | Herrgård (15 byggnader)                                     | 1731                                                        |          | Brokind               | 58.21047, 15.66066 |                | Ladda upp en till bild av denna byggnad |
| Domkyrkosysslomansgården (Aposteln 3)                                                | Ämbets- och tjänstemannaboställe (5 byggnader)              | 1813                                                        |          | Linköping             | 58.41188, 15.61812 |                | Ladda upp en till bild av denna byggnad |
| Domkapitelhuset (Aposteln 1)                                                         | Skola, trivialskola (2 byggnader)                           | 1830                                                        |          | Linköping             | 58.41232, 15.61529 |                | Ladda upp en till bild av denna byggnad |
| Ekenäs slott (Ekenäs 3:1)                                                            | Slott (4 byggnader)                                         | 1640-talet                                                  |          | Örtomta               | 58.38203, 15.94604 |                | Ladda upp en till bild av denna byggnad |
| F3 Malmslätt (Malmen 2:7)                                                            | Mötes-, exercis- och lägerplats (19 byggnader)              | 1873-1896 (merparten av byggnaderna), 1927 (blev flygplats) |          | Malmslätt             | 58.40812, 15.52030 |                | Ladda upp en till bild av denna byggnad |
| Fillinge tingshus (Fillinge 7:1)                                                     | Tingshus (2 byggnader)                                      | 1790-talets början                                          |          | Bankekind             | 58.34908, 15.84340 |                | Ladda upp en till bild av denna byggnad |
| Flistads brunn (Norra Lund 3:2)                                                      | Hälsobrunn (3 byggnader)                                    | 1725                                                        |          | Flistad               | 58.47998, 15.43312 |                | Ladda upp en till bild av denna byggnad |
| Grävstens säteri (Grävsten 5:1 och 6:1)                                              | Herrgård, säteri (6 byggnader)                              | 1600-talets slut                                            |          | Bankekind             | 58.35180, 15.89089 |                | Ladda upp en till bild av denna byggnad |
| Gymnastikhuset, Linköping (Atleten 1; f.d. Stg 2309)                                 | Skola, läroverk, katedralskola (1 byggnad)                  | 1882                                                        |          | Linköping             | 58.41165, 15.61543 |                | Ladda upp en till bild av denna byggnad |
| Hunnebergsgatan 25–27 (Hantverkargårdarna) (Anemonen 1-2; tidigare Azalean 48-49)    | Borgargård, hantverkargård (6 byggnader)                    | 1700-1800-talet                                             |          | Linköping             | 58.41317, 15.61027 |                | Ladda upp en till bild av denna byggnad |
| Rhyzeliusgårdens medeltida stenhus (Absalon 1)                                       | Boställe, prästgård (1 byggnad)                             | 1300-talets slut                                            |          | Linköping             | 58.41239, 15.61834 |                | Ladda upp en till bild av denna byggnad |
| Lambohofs säteri (Lambohov 2:20, 2:23 och 2:27)                                      | Säteri, herrgård (9 byggnader)                              | 1763                                                        |          | Linköping             | 58.37770, 15.55698 |                | Ladda upp en till bild av denna byggnad |
| Linköpings centralstation (Vasastaden 1:6; f.d. Järnvägen 1:1)                       | Järnvägsstation (1 byggnad)                                 | 1872                                                        |          | Linköping             | 58.41604, 15.62594 |                | Ladda upp en till bild av denna byggnad |
| Linköpings slott (Innerstaden 1:13)                                                  | Biskopsgård, slott, kungligt slott, riksfäste (2 byggnader) | 1100-talet                                                  |          | Linköping (Storgatan) | 58.41023, 15.61504 |                | Ladda upp en till bild av denna byggnad |
| Ljungs slott (Ljung 1:6)                                                             | Herrgård, slott (7 byggnader)                               | 1780                                                        |          | Ljung                 | 58.52808, 15.44434 |                | Ladda upp en till bild av denna byggnad |
| Lärarhögskolan (Adjunkten 1)                                                         | Skola, seminarium (3 byggnader)                             | 1926                                                        |          | Linköping             | 58.41155, 15.60947 |                | Ladda upp en till bild av denna byggnad |
| Malmslätts stationshus (Kärna Bandel 1:3; f.d. 1:1)                                  | Järnvägsstation (1 byggnad)                                 | 1902                                                        |          | Malmslätt             | 58.41083, 15.51577 |                | Ladda upp en till bild av denna byggnad |
| Onkel Adamsgården (Adam 16)                                                          | Borgargård (6 byggnader)                                    | 1797                                                        |          | Linköping             | 58.41297, 15.60966 |                | Ladda upp en till bild av denna byggnad |
| Röda magasinet (Smedstad 1:23; f.d. 1:2)                                             | Mötes-, exercis- och lägerplats, museum (1 byggnad)         | 1835                                                        |          | Linköping             | 58.39539, 15.60893 |                | Ladda upp en till bild av denna byggnad |
| Stavsätters herrgård (Stavsätter 1:1, 2:1, 3:1, 4:1, Farsbo 1:1 och Svartsätter 1:1) | Herrgård (13 byggnader)                                     | 1692                                                        |          | Vist                  | 58.29516, 15.67335 |                | Ladda upp en bild av denna byggnad      |
| Stenhusgården (Eolus 1)                                                              | Borgargård, handelsgård (1 byggnad)                         | 1400-talet                                                  |          | Linköping             | 58.41018, 15.61892 |                | Ladda upp en till bild av denna byggnad |
| Sturefors slott (Sturefors 1:4)                                                      | Slott (8 byggnader)                                         | 1707                                                        |          | Sturefors             | 58.32525, 15.77152 |                | Ladda upp en till bild av denna byggnad |
| Tuna kungsgård (Rystads-Tuna 1:1)                                                    | Kungsgård (4 byggnader)                                     | 1500-1600-talet                                             |          | utanför Ekängen       | 58.48029, 15.68241 |                | Ladda upp en till bild av denna byggnad |
| Bjärka-Säby (Bjärka-Säby 1:4)                                                        | Slott (1 byggnad)                                           | 1797                                                        |          | Vist                  | 58.27064, 15.73891 |                | Ladda upp en till bild av denna byggnad |
| Östergötlands länsmuseum (Akademien 1)                                               | Museum (1 byggnad)                                          | 1939                                                        |          | Linköping             | 58.41387, 15.61579 |                | Ladda upp en till bild av denna byggnad |

## Mjölby kommun
| Namn                                           | Ursprunglig funktion           | Byggår           | Arkitekt | Plats       | Läge               | Anläggnings-ID | Bild                                    |
| ---------------------------------------------- | ------------------------------ | ---------------- | -------- | ----------- | ------------------ | -------------- | --------------------------------------- |
| Borgargården Brödraklostret (Brödraklostret 1) | Borgargård (1 byggnad)         | 1700-talet       |          | Skänninge   | 58.39730, 15.08574 |                | Ladda upp en bild av denna byggnad      |
| Härsnäs missionshus (Härsnäs 1:7)              | Frikyrka (2 byggnader)         | 1874             |          | Västra Harg | 58.28896, 15.22975 |                | Ladda upp en till bild av denna byggnad |
| Nordénska gården (Brödraklostret 12)           | Borgargård (3 byggnader)       | 1700-1800-talet  |          | Skänninge   | 58.39594, 15.08673 |                | Ladda upp en bild av denna byggnad      |
| Sandbergska gården (Brödraklostret 6-8)        | Borgargård (4 byggnader)       | 1700 (cirka)     |          | Skänninge   | 58.39710, 15.08651 |                | Ladda upp en bild av denna byggnad      |
| Sjölingården (Munken 1)                        | Borgargård (1 byggnad)         | 1700-talets slut |          | Skänninge   | 58.39684, 15.08554 |                | Ladda upp en till bild av denna byggnad |
| Skänninge rådhus (Magistraten 2)               | Rådhus (1 byggnad)             | 1770             |          | Skänninge   | 58.39527, 15.08661 |                | Ladda upp en till bild av denna byggnad |
| Spellinge herrgård (Spellinge 2:18)            | Herrgård, säteri (9 byggnader) | 1759             |          | Västra Harg | 58.26679, 15.31457 |                | Ladda upp en bild av denna byggnad      |
| Sörby loge (Mjölby 40:9)                       | Bondgård (2 byggnader)         | 1909             |          | Mjölby      | 58.31122, 15.11649 |                | Ladda upp en bild av denna byggnad      |

## Motala kommun
| Namn                                                      | Ursprunglig funktion              | Byggår       | Arkitekt      | Plats      | Läge               | Anläggnings-ID | Bild                                    |
| --------------------------------------------------------- | --------------------------------- | ------------ | ------------- | ---------- | ------------------ | -------------- | --------------------------------------- |
| Ekebyborna gamla prästgård (Nässja 2:2)                   | Boställe, prästgård (2 byggnader) | 1735         |               | Ekebyborna | 58.54549, 15.19722 |                | Ladda upp en till bild av denna byggnad |
| Gamla Folkets hus (Folkdansen 1; f.d. stg 3137)           | Folkets hus (1 byggnad)           | 1907         |               | Motala     | 58.54804, 15.06119 |                | Ladda upp en bild av denna byggnad      |
| Godegårds säteri (Torshyttan 1:16)                        | Säteri, herrgård (19 byggnader)   | 1725         |               | Godegård   | 58.74441, 15.17885 |                | Ladda upp en till bild av denna byggnad |
| Johannisbergs herrgård (Johannisberg 1:2)                 | Herrgård (5 byggnader)            | 1700-talet   |               | Tjällmo    | 58.74886, 15.45184 |                | Ladda upp en bild av denna byggnad      |
| Medevi brunn (Medevi brunn 2:1 och 2:13-15)               | Hälsobrunn (69 byggnader)         | 1700-talet   |               | Medevi     | 58.67345, 14.96027 |                | Ladda upp en till bild av denna byggnad |
| Olivehults herrgård (Olivehult 10:53; f.d. Olivehult 5:1) | Herrgård (8 byggnader)            | 1650 (cirka) |               | Kristberg  | 58.60960, 15.26114 |                | Ladda upp en till bild av denna byggnad |
| Ulvåsa slott (Ulvåsa 6:1 och 6:15-17)                     | Slott (15 byggnader)              | 1740         |               | Ekebyborna | 58.55350, 15.15108 |                | Ladda upp en till bild av denna byggnad |
| Övralid (Övra Lid 1:1 - 1:2)                              | Bostadshus (14 byggnader)         | 1925         |               | Västra Ny  | 58.60745, 14.94429 |                | Ladda upp en till bild av denna byggnad |
| Motala rundradiostation (Innerstaden 1:93)                | Kommunikation - radiostation      | 1926         | Carl Åkerblad | Motala     | 58.54553, 15.04276 |                | Ladda upp en till bild av denna byggnad |

## Norrköpings kommun
| Namn                                                                                     | Ursprunglig funktion                                   | Byggår                                                      | Arkitekt                                                  | Plats                                          | Läge               | Anläggnings-ID | Bild                                                                      |
| ---------------------------------------------------------------------------------------- | ------------------------------------------------------ | ----------------------------------------------------------- | --------------------------------------------------------- | ---------------------------------------------- | ------------------ | -------------- | ------------------------------------------------------------------------- |
| Bergsbrogården (Skiöldska huset) och Knäppingen (Norrköpings stadsmuseum) (Bergsbron 8)  | Borgargård, museum (tio byggnader)                     | 1700-talet, 1812 (Knäppingen)                               |                                                           | Norrköping (Västgötegatan 21)                  | 58.58970, 16.17987 |                | Ladda upp en till bild av denna byggnad                                   |
| Bergslagsgården (Bergsbron 7)                                                            | Köpmannagård (en byggnad)                              | 1750                                                        |                                                           | Norrköping (Västgötegatan 25)                  | 58.59025, 16.17894 |                | Ladda upp en till bild av denna byggnad                                   |
| Eschelsonska och Waseska husen (Gamla Rådstugan 1)                                       | Bostadshus (två byggnader)                             | 1730-talet och framåt respektive senare delen av 1700-talet |                                                           | Norrköping (Gamla torget)                      | 58.58859, 16.18551 |                | Ladda upp en till bild av denna byggnad                                   |
| Kv. Varvet 1, före detta sjukhusbyggnaderna (Varvet 1)                                   | Sjukhus, bostadshus, kontorshus (två byggnader)        | 1752                                                        |                                                           | Norrköping (Fleminggatan 15, Hamngatan 14)     | 58.59315, 16.18815 |                | Se fler bilder av denna byggnad · Ladda upp en till bild av denna byggnad |
| F.d. Skandinaviska banken (Storgatan 10)                                                 | Bank (en byggnad)                                      | 1908                                                        | Carl Bergsten                                             | Norrköping (Storgatan 8)                       | 58.59192, 16.18608 |                | Ladda upp en till bild av denna byggnad                                   |
| Gamla De Geerskolan (Elementarskolan 2; f.d. Folkskolan 1)                               | Skola (en byggnad)                                     | 1866                                                        | Carl Theodor Malm                                         | Norrköping (Nygatan 68)                        | 58.58535, 16.18186 |                | Ladda upp en till bild av denna byggnad                                   |
| Gamla gymnastikhuset, Norrköping (Klockan 1)                                             | Skola (en byggnad)                                     | 1868                                                        | Carl Theodor Malm                                         | Norrköping (Nygatan 63)                        | 58.58600, 16.18335 |                | Ladda upp en till bild av denna byggnad                                   |
| Gamla Stadshuset i Norrköping (Vett och Vapen 1)                                         | Stadshus (en byggnad)                                  | 1802-03                                                     | Carl Fredrik Sundvall Carl Theodor Malm                   | Norrköping (Hotelgatan 1)                      | 58.59411, 16.18367 |                | Ladda upp en till bild av denna byggnad                                   |
| Gamla tullhuset, Norrköping (Saltängen 1:1; f.d. 1:2)                                    | Tullhus (en byggnad)                                   | 1784, 1842, 1876                                            | Johan Fredric Fehmer Fredrik Blom Carl Theodor Glosemeyer | Norrköping (Saltängsgatan vid Kanontorget)     | 58.59486, 16.19254 |                | Ladda upp en till bild av denna byggnad                                   |
| Grensholms herrgård (Grensholm 2:1)                                                      | Herrgård (15 byggnader)                                | 1600-talets senare del                                      |                                                           | Vånga                                          | 58.53037, 15.80606 |                | Ladda upp en till bild av denna byggnad                                   |
| Hedvigs församlings prästgård (Väktaren 1)                                               | Prästgård med ekonomilänga (två byggnader)             | 1782 (flyttad till platsen, bostadshuset)                   | Carl Theodor Malm (ekonomilänga 1878)                     | Norrköping (Fleminggatan 8)                    | 58.59302, 16.18918 |                | Ladda upp en till bild av denna byggnad                                   |
| Himmelstalunds herrgård samt Himmelstalunds hälsobrunn (Himmelstadlund 1:1)              | Herrgård samt hälsobrunn (åtta byggnader)              | 1730-talet                                                  |                                                           | Himmelstalund                                  | 58.58963, 16.15432 |                | Ladda upp en till bild av denna byggnad                                   |
| Hofgrens gård (Hovgren 1:1)                                                              | Säteri (tio byggnader)                                 | 1700-talets mitt och framåt                                 |                                                           | Vikbolandet                                    | 58.53793, 16.81644 |                | Ladda upp en bild av denna byggnad                                        |
| Holmentornet (Kvarnholmen 3 (f.d. Kopparkypen 28))                                       | Brukskontor (en byggnad)                               | 1750                                                        | Carl Hårleman                                             | Norrköping (Holmengatan 13)                    | 58.58758, 16.18426 |                | Ladda upp en till bild av denna byggnad                                   |
| Hörsalen (Sankt Johannis gamla kyrka) (Landskyrkan 4)                                    | Konserthus (tidigare kyrka) (en byggnad)               | 1827, 1913                                                  | Carl Bergsten (ombyggnad 1913)                            | Norrköping (Drottninggatan 48)                 | 58.58810, 16.18744 |                | Ladda upp en till bild av denna byggnad                                   |
| Johannisborgs slott (Slottshagen 1:2)                                                    | Slott (en byggnad)                                     | 1600-talets början                                          | Hans Fleming                                              | Norrköping (Slottshagen)                       | 58.60010, 16.19719 |                | Ladda upp en till bild av denna byggnad                                   |
| Jonsbergs herrgård (Jonsberg 2:1)                                                        | Herrgård (tre byggnader)                               | 1791                                                        |                                                           | Vikbolandet                                    | 58.52437, 16.82972 |                | Ladda upp en bild av denna byggnad                                        |
| Norrköpingsanstalten (Drag 1)                                                            | Fängelse (en byggnad)                                  | 1790                                                        |                                                           | Norrköping (Draggatan 13)                      | 58.58932, 16.17042 |                | Ladda upp en till bild av denna byggnad                                   |
| Kåreholms herrgård (Kåreholm 3:1)                                                        | Herrgård (fyra byggnader)                              | 1823                                                        | möjligen Lars Jacob von Röök                              | Vikbolandet                                    | 58.42648, 16.71949 |                | Ladda upp en bild av denna byggnad                                        |
| Linghallen (Getängen 1)                                                                  | Skola (två byggnader)                                  | 1925                                                        | Torben Grut                                               | Norrköping, (Södra Promenaden 74)              | 58.58445, 16.18455 |                | Ladda upp en till bild av denna byggnad                                   |
| Lithografen (Flöjten 1)                                                                  | Tryckeri (sju byggnader)                               | 1909-11                                                     | Carl Bergsten                                             | Norrköping (Östra Promenaden 7)                | 58.59184, 16.19889 |                | Ladda upp en till bild av denna byggnad                                   |
| Luststället Abborreberg (Lindö 2:38)                                                     | Fritidshus (fem byggnader)                             | 1810-talet och framåt                                       |                                                           | Lindö                                          | 58.60896, 16.27324 |                | Ladda upp en till bild av denna byggnad                                   |
| Lövstad slott (Lövstad 2:1)                                                              | Herrgård (sex byggnader)                               | 1630-60                                                     |                                                           | Kimstad                                        | 58.55081, 16.04111 |                | Ladda upp en till bild av denna byggnad                                   |
| Marieborgs herrgård (Slottshagen 2:2; tidigare Stadsäga 1673 B)                          | Herrgård, folkhögskola (två byggnader)                 | 1760-talet                                                  |                                                           | Norrköping (Marieborgsvägen)                   | 58.61983, 16.17889 |                | Ladda upp en till bild av denna byggnad                                   |
| Mauritzbergs herrgård (Mauritsberg 2:22)                                                 | Herrgård (sju byggnader)                               | 1722-25                                                     | Claes Ekeblad d.ä.                                        | Östra Husby                                    | 58.60568, 16.67810 |                | Ladda upp en till bild av denna byggnad                                   |
| Norrköpings centralstation (Butängen 2:1)                                                | Järnvägsstation (en byggnad)                           | 1866                                                        | Adolf W. Edelsvärd                                        | Norrköping (Norra Promenaden 94)               | 58.59641, 16.18361 |                | Ladda upp en till bild av denna byggnad                                   |
| Norrköpings rådhus (Rådstugan 13 och Gamla Staden 1:2)                                   | Rådhus (två byggnader)                                 | 1907-10                                                     | Isak Gustav Clason                                        | Norrköping (Tyska torget)                      | 58.59187, 16.18715 |                | Ladda upp en till bild av denna byggnad                                   |
| Norrköpings synagoga (Hallen 10)                                                         | Synagoga (en byggnad)                                  | 1855-58                                                     | Edvard Medén och Carl Stål (militär)                      | Norrköping (Bråddgatan 32/Tunnbindaregatan 35) | 58.59337, 16.17865 |                | Ladda upp en till bild av denna byggnad                                   |
| Norrköpings Tennishall (Såpkullen 1:2 littera A)                                         | Tennishall (en byggnad)                                | 1929                                                        | Anders Möller                                             | Norrköping, (Södra Promenaden 26)              | 58.58541, 16.17202 |                | Ladda upp en till bild av denna byggnad                                   |
| Promenaderna i Norrköping (Marielund 1:1 m.fl., Östantill 1:1 m.fl., Kneippen 1:3 m.fl.) | Esplanader (inga registrerade byggnader)               | 1869-96 (Södra Promenaden)                                  |                                                           | Norrköping                                     | 58.58498, 16.18056 |                | Ladda upp en till bild av denna byggnad                                   |
| Ribbingsholms herrgård (Ribbingsholm 1:1 o 2:1 o 3:1)                                    | Herrgård (fyra byggnader)                              | 1805-09                                                     |                                                           | Skärblacka vid Motala ströms utlopp i Glan     | 58.58941, 15.89093 |                | Ladda upp en bild av denna byggnad                                        |
| Ringborgska huset (Enväldet 5)                                                           | Bostadshus (en byggnad)                                | 1784                                                        |                                                           | Norrköping (Bråddgatan 1)                      | 58.59374, 16.18387 |                | Ladda upp en till bild av denna byggnad                                   |
| Rodga herrgård (Rodga 1:6)                                                               | Herrgård (fyra byggnader)                              | 1700-talet                                                  |                                                           | Kvillinge                                      | 58.73617, 16.09241 |                | Ladda upp en till bild av denna byggnad                                   |
| Sankt Olofsskolan (Storkyrkan 9 o Gamla Staden 1:2)                                      | Skola (en byggnad)                                     | 1908                                                        | Carl Bergsten                                             | Norrköping (Skolgatan 7)                       | 58.59014, 16.19107 |                | Ladda upp en till bild av denna byggnad                                   |
| Skoga (Stenkullen 1:2)                                                                   | Fritidshus (en byggnad)                                | 1891                                                        | Agi Lindegren                                             | Åby (På Kolmården nära Bråviken)               | 58.66853, 16.21520 |                | Ladda upp en till bild av denna byggnad                                   |
| Sockermästarens bostad (Vågskålen 8)                                                     | Bostadshus, brukskontor (en byggnad)                   | 1740-41, 1760                                               | Johan Eberhard Carlberg                                   | Norrköping (Gamla Rådstugugatan 26)            | 58.59036, 16.18570 |                | Ladda upp en till bild av denna byggnad                                   |
| Stenhuset på Saltängen (Stenhuset 6)                                                     | Bostadshus (en byggnad)                                | 1784                                                        | Johan Fredric Fehmer                                      | Norrköping, (Saltängsgatan 19, Saltängen)      | 58.59492, 16.18984 |                | Ladda upp en till bild av denna byggnad                                   |
| Strykjärnet (Laxholmen 2; f.d. Kopparkypen 23)                                           | Väveri (en byggnad)                                    | 1917                                                        | Folke Bensow                                              | Norrköping (Laxholmen)                         | 58.58914, 16.17996 |                | Ladda upp en till bild av denna byggnad                                   |
| Swartziska huset (Knäppingsborg 7)                                                       | Bostadshus (två byggnader)                             | 1842                                                        | Carl Theodor Malm                                         | Norrköping (Järnbrogatan 1)                    | 58.58929, 16.18467 |                | Ladda upp en till bild av denna byggnad                                   |
| Villa Norrköping (Klockaretorpet 1:4; f.d. Norden 1:4)                                   | Bostadshus (en byggnad)                                | 1964                                                        | Sverre Fehn                                               | Norrköping (Nordengatan 15)                    | 58.58112, 16.15244 |                | Ladda upp en till bild av denna byggnad                                   |
| Teatern i Norrköping (Teatern 1)                                                         | Teater (en byggnad)                                    | 1908                                                        | Axel Anderberg                                            | Norrköping (Vattengränden)                     | 58.59408, 16.18205 |                | Ladda upp en till bild av denna byggnad                                   |
| Televerkets hus och von Leesenska-Ribbingska huset (Kronan 8)                            | Bostadshus, telegrafstation, affärshus (två byggnader) | 1912 respektive 1862                                        |                                                           | Norrköping (Drottninggatan 30)                 | 58.59016, 16.18702 |                | Ladda upp en till bild av denna byggnad                                   |
| Viskärs fyrplats (Arkö 1:5 och 1:95)                                                     | Fyrplats (13 byggnader)                                | 1894                                                        |                                                           | Vikbolandet                                    | 58.48779, 16.99020 |                | Ladda upp en till bild av denna byggnad                                   |
| W6-huset (Renströmmen 7)                                                                 | Borgargård, ordenshus (en byggnad)                     | 1760 (troligen)                                             | Johan Fredric Fehmer                                      | Norrköping (Saltängsgatan 3)                   | 58.59441, 16.18646 |                | Ladda upp en till bild av denna byggnad                                   |

## Söderköpings kommun
| Namn                                               | Ursprunglig funktion                     | Byggår                                    | Arkitekt | Plats        | Läge               | Anläggnings-ID | Bild                                    |
| -------------------------------------------------- | ---------------------------------------- | ----------------------------------------- | -------- | ------------ | ------------------ | -------------- | --------------------------------------- |
| Kvarteret Kung Johan 3 (Kung Johan 3)              | Borgargård, handelsgård (8 byggnader)    | 1500-talet till 1800-talet                |          | Söderköping  | 58.48150, 16.32141 |                | Ladda upp en till bild av denna byggnad |
| Björkviks herrgård (Björkvik 2:1)                  | Herrgård, säteri (7 byggnader)           | 1600-talets mitt                          |          | Östra Ryd    | 58.36409, 16.09541 |                | Ladda upp en till bild av denna byggnad |
| Blomqvistska huset (Hertigen 2)                    | Borgargård, handelsgård (3 byggnader)    | 1859                                      |          | Söderköping  | 58.48161, 16.31987 |                | Ladda upp en till bild av denna byggnad |
| Braskens hus (Bispen 7)                            | Borgargård (2 byggnader)                 | 1400-talet                                |          | Söderköping  | 58.48117, 16.31900 |                | Ladda upp en till bild av denna byggnad |
| Ekenstugan (Ämtevik 1:27)                          | Torp, dagsverkstorp (2 byggnader)        | 1770-talet                                |          | Sankt Anna   | 58.33492, 16.85700 |                | Ladda upp en till bild av denna byggnad |
| Engelholms herrgård (Ängelholm 3:1)                | Herrgård, säteri (3 byggnader)           | 1600-talets slut eller 1700-talets början |          | Sankt Anna   | 58.28630, 16.78190 |                | Ladda upp en till bild av denna byggnad |
| Garvaregården (Garvaren 1 och 9)                   | Borgargård, hantverkargård (3 byggnader) | 1800 (omkring)                            |          | Söderköping  | 58.48130, 16.32098 |                | Ladda upp en till bild av denna byggnad |
| Husby herrgård (Mogata-Husby 3:1, 3:45, 3:162-164) | Herrgård, säteri (5 byggnader)           | 1795                                      |          | Mogata       | 58.45969, 16.46635 |                | Ladda upp en till bild av denna byggnad |
| Hylinge herrgård (Hylinge 3:1)                     | Herrgård, säteri (6 byggnader)           | 1788                                      |          | Västra Husby | 58.46552, 16.16095 |                | Ladda upp en till bild av denna byggnad |
| Korsnäs (Sankt Anna Prästgård 1:3)                 | Boställe, prästgård (5 byggnader)        | 1809                                      |          | Sankt Anna   | 58.33422, 16.66864 |                | Ladda upp en till bild av denna byggnad |
| Söderköpings rådhus (Rådstugan 1)                  | Rådhus (1 byggnad)                       | 1776                                      |          | Söderköping  | 58.48170, 16.32056 |                | Ladda upp en till bild av denna byggnad |
| Thorönsborgs herrgård (Torönsborg 2:1)             | Herrgård (7 byggnader)                   | 1756                                      |          | Sankt Anna   | 58.35377, 16.73820 |                | Ladda upp en till bild av denna byggnad |

## Vadstena kommun
| Namn | Ursprunglig funktion                                                                          | Byggår                                             | Arkitekt | Plats     | Läge               | Anläggnings-ID | Bild                                    |
| --- | --------------------------------------------------------------------------------------------- | -------------------------------------------------- | -------- | --------- | ------------------ | -------------- | --------------------------------------- |
| Vadstena kloster med nunneklostret, munkklostret och klosterträdgården (Örtagården 1, Klostret 1, Munkträdgården 1-2) | Kloster, bostadshus, palats och stadsvilla, krigsmanshus (11 byggnader)                       | 1200-1300-talet                                    |          | Vadstena  | 58.45077, 14.89157 |                | Ladda upp en till bild av denna byggnad |
| Hovs skräddaregård (Hov 10:5)                                                                                         | Bondgård (3 byggnader)                                                                        | 1700-talet                                         |          | Hov       | 58.37858, 14.92497 |                | Ladda upp en bild av denna byggnad      |
| Acharii-Bergenstrålska huset (Borgmästaren 8 och 11)                                                                  | Borgargård (1 byggnad)                                                                        | 1752                                               |          | Vadstena  | 58.44851, 14.89254 |                | Ladda upp en bild av denna byggnad      |
| Apoteksgården (Slottsfogden 9)                                                                                        | Borgargård, handelsgård (5 byggnader)                                                         | 1700-talets mitt                                   |          | Vadstena  | 58.44763, 14.88750 |                | Ladda upp en till bild av denna byggnad |
| Biskop Kols källare (Herrestad 5:3)                                                                                   | Biskopsgård (1 byggnad)                                                                       | 1200-talets första hälft                           |          | Herrestad | 58.39054, 14.81294 |                | Ladda upp en bild av denna byggnad      |
| Borghamnsskolan (Västerlösa 1:60; f.d. 1:51)                                                                          | Stenhuggeri, malm och mineral, kross- och anrikningsverk, kriminalvårdsanstalt (22 byggnader) | 1800-talets mitt                                   |          | Borghamn  | 58.38152, 14.68109 |                | Ladda upp en till bild av denna byggnad |
| Gamla Hospitalet, f.d. Birgittas sjukhus (Maria 3; f.d. Birgitta 4)                                                   | Stall, hospital (1 byggnad)                                                                   | 1861                                               |          | Vadstena  | 58.45113, 14.89440 |                | Ladda upp en till bild av denna byggnad |
| Helgeandsgården (Helgeandsgården 4)                                                                                   | Borgargård, helgeandshus (1 byggnad)                                                          | 1413 (möjligen)                                    |          | Vadstena  | 58.44809, 14.89012 |                | Ladda upp en bild av denna byggnad      |
| Mårten Skinnares hus och Gamla dårhuset (Maria 1; f.d. Birgitta 2)                                                    | Bostadshus, stall, mentalsjukhus, bageri (2 byggnader)                                        | 1520 (Mårten Skinnares hus), 1757 (Gamla dårhuset) |          | Vadstena  | 58.45158, 14.89416 |                | Ladda upp en till bild av denna byggnad |
| Mårten Ulfssons hus (Nunnan 2,3)                                                                                      | Bostadshus, borgargård, handelsgård                                                           | 1580                                               |          | Vadstena  | 58.44848, 14.89119 |                | Ladda upp en bild av denna byggnad      |
| Odhnerska gården (Sjögården 11 och 17)                                                                                | Borgargård, hantverkargård (3 byggnader)                                                      | 1700-talet                                         |          | Vadstena  | 58.44939, 14.88945 |                | Ladda upp en bild av denna byggnad      |
| Udd Jönssons hus (Knapen 5)                                                                                           | Borgargård, handelsgård (1 byggnad)                                                           | 1100-talet till 1500-talet                         |          | Vadstena  | 58.44768, 14.88826 |                | Ladda upp en till bild av denna byggnad |
| Vadstena rådhus (Slottsfogden 8)                                                                                      | Rådhus (1 byggnad)                                                                            | 1490 och senare                                    |          | Vadstena  | 58.44719, 14.88758 |                | Ladda upp en till bild av denna byggnad |
| Vadstena slott (Slottet 1 och Vadstena 4:73)                                                                          | Slott, kungligt slott, kronomagasin, förvaltningsbyggnad (1 byggnad)                          | 1500-talet                                         |          | Vadstena  | 58.44593, 14.88366 |                | Ladda upp en till bild av denna byggnad |
| Bondorlunda (Bondorlunda 2:6 Östra Mellangård)                                                                        | Bondgård (3 byggnader)                                                                        | 1800-tal                                           |          | Hov       | 58.39995, 14.91985 |                | Ladda upp en bild av denna byggnad      |

## Valdemarsviks kommun
| Namn                                          | Ursprunglig funktion                  | Byggår                     | Arkitekt | Plats                    | Läge               | Anläggnings-ID | Bild                                    |
| --------------------------------------------- | ------------------------------------- | -------------------------- | -------- | ------------------------ | ------------------ | -------------- | --------------------------------------- |
| Villa Albacken (Valdemarsvik 4:60)            | Bostadshus (1 byggnad)                | 1912                       |          | Valdemarsvik             | 58.20200, 16.61211 |                | Ladda upp en bild av denna byggnad      |
| Breviksnäs herrgård (Breviksnäs 3:8)          | Herrgård, säteri (5 byggnader)        | 1700-talets början         |          | Gryt                     | 58.13240, 16.80623 |                | Ladda upp en bild av denna byggnad      |
| Fågelviks herrgård (Fågelvik 1:1 och 1:2)     | Herrgård (8 byggnader)                | 1770-talet                 |          | Tryserum                 | 58.12293, 16.70301 |                | Ladda upp en till bild av denna byggnad |
| Gräslundska släktgården (Gräsmarö 1:2)        | Småbruk, skärgårdsby (10 byggnader)   | 1700-talet till 1920-talet |          | Gräsmarö                 | 58.27307, 16.97597 |                | Ladda upp en bild av denna byggnad      |
| Kättilö tullhus (Barösund 1:1)                | Tullhus och tullstation (2 byggnader) | 1788                       |          | Kättilö                  | 58.19493, 16.89739 |                | Ladda upp en bild av denna byggnad      |
| Trankokeriet i Harstena (Harstena S:4, hus 3) | Trankokeri                            | 1911                       |          | Harstena, Gryts skärgård | 58.25365, 17.01403 |                | Ladda upp en bild av denna byggnad      |

## Ydre kommun
| Namn                                                        | Ursprunglig funktion          | Byggår           | Arkitekt | Plats                 | Läge               | Anläggnings-ID | Bild                                    |
| ----------------------------------------------------------- | ----------------------------- | ---------------- | -------- | --------------------- | ------------------ | -------------- | --------------------------------------- |
| Råås kvarn (Torpa-Rås 1:3)                                  | Kvarn (4 byggnader)           | 1742             |          | Torpa                 | 57.93082, 15.12546 |                | Ladda upp en till bild av denna byggnad |
| Smedstorps by eller dubbelgård (Vi-Smedstorp 1:5; f.d. 1:3) | Bysamfällighet (18 byggnader) | 1700-talets slut |          | Smedstorps dubbelgård | 57.94362, 15.41419 |                | Ladda upp en till bild av denna byggnad |
| Tunarps gård (Tunarp 4:1)                                   | Bondgård, Säteri              | 1789             |          | Västra Ryd            | koordinater saknas |                | Ladda upp en bild av denna byggnad      |

## Åtvidabergs kommun
| Namn                                       | Ursprunglig funktion                     | Byggår                      | Arkitekt | Plats      | Läge               | Anläggnings-ID | Bild                                    |
| ------------------------------------------ | ---------------------------------------- | --------------------------- | -------- | ---------- | ------------------ | -------------- | --------------------------------------- |
| Salvedals gamla skjutshåll (Borkhult 2:79) | Gästgivargård (4 byggnader)              | 1700-talet, 1559 (källaren) |          | Yxnerum    | 58.28179, 16.15139 |                | Ladda upp en bild av denna byggnad      |
| Bortgården i Falerum (Falerum 1:2)         | Bondgård (11 byggnader)                  | 1700-talet                  |          | Falerum    | 58.14487, 16.21636 |                | Ladda upp en bild av denna byggnad      |
| Grävsätters kuskbostad (Grävsätter 2:38)   | Herrgård, säteri (1 byggnad)             | 1700-talet                  |          | Hannäs     | 58.15487, 16.30984 |                | Ladda upp en bild av denna byggnad      |
| Herrsäters majorsboställe (Herrsätter 1:1) | Boställe, officersboställe (3 byggnader) | 1820 (cirka)                |          | Värna      | 58.29088, 15.97561 |                | Ladda upp en bild av denna byggnad      |
| Ålundamagasinet (Mellersta Ålunda 5)       | Bruk (1 byggnad)                         | 1866                        |          | Åtvidaberg | 58.19769, 16.00178 |                | Ladda upp en till bild av denna byggnad |

## Ödeshögs kommun
| Namn                                        | Ursprunglig funktion     | Byggår | Arkitekt | Plats           | Läge               | Anläggnings-ID | Bild                                    |
| ------------------------------------------- | ------------------------ | ------ | -------- | --------------- | ------------------ | -------------- | --------------------------------------- |
| Stora Broby väderkvarn (Ödeshög Broby 1:13) | Kvarn (1 byggnad)        | 1897   |          | Västra Tollstad | 58.29757, 14.68040 |                | Ladda upp en bild av denna byggnad      |
| Ellen Keys Strand (Ombergs Kronopark 1:2)   | Bostadshus (2 byggnader) | 1911   |          | Västra Tollstad | 58.29450, 14.63954 |                | Ladda upp en till bild av denna byggnad |